# VTB United League 2017-18
La VTB United League 2017-18 fue la décima edición de la VTB United League, competición internacional de baloncesto creada con el objetivo de unir las ligas nacionales de los países del Este de Europa en una única competición. Fue también la quinta edición que funciona además como el primer nivel del baloncesto en Rusia a efectos de clasificación para competiciones europeas. Participaron 13 equipos, los mismos que en la edición anterior. El campeón fue el CSKA Moscú, que lograba así su noveno título.

## Equipos
El 15 de julio de 2017, la liga anunció que los equipos serían los mismos de la temporada anterior.
| Equipo             | Ciudad, país    | Pabellón                      | Capacidad |
| ------------------ | --------------- | ----------------------------- | --------- |
| Astana             | Astana          | Saryarka Velodrome            | 9,270     |
| Avtodor Saratov    | Saratov         | Kristall Ice Sports Palace    | 6,100     |
| CSKA Moscú         | Moscú           | Universal Sports Hall CSKA    | 5,500     |
| Enisey Krasnoyarsk | Krasnoyarsk     | Arena Sever                   | 4,000     |
| Kalev/Cramo        | Tallin          | Saku Suurhall Arena           | 7,000     |
| Khimki             | Khimki          | Basketball Center             | 6,000     |
| Lokomotiv Kuban    | Krasnodar       | Basket-Hall                   | 7,500     |
| Nizhny Novgorod    | Nizhni Nóvgorod | Trade Union Sport Palace      | 5,600     |
| Parma              | Perm            | Universal Sports Palace Molot | 7,000     |
| Tsmoki Minsk       | Minsk           | Minsk Arena                   | 15,000    |
| UNICS              | Kazán           | Basket Hall Arena             | 7,500     |
| VEF Rīga           | Riga            | Arēna Rīga                    | 12,500    |
| Zenit              | San Petersburgo | Sibur Arena                   | 7,044     |

## Temporada regular

### Clasificación
| Pos. | Equipo                 | PJ | G  | P  | PF   | PC   | DP   | Pts | Clasificación      |
| ---- | ---------------------- | -- | -- | -- | ---- | ---- | ---- | --- | ------------------ |
| 1    | CSKA Moscow            | 24 | 22 | 2  | 2268 | 1894 | +374 | 46  | Acceden a playoffs |
| 2    | UNICS                  | 24 | 22 | 2  | 2074 | 1829 | +245 | 46  | Acceden a playoffs |
| 3    | Lokomotiv Kuban        | 24 | 17 | 7  | 2036 | 1755 | +281 | 41  | Acceden a playoffs |
| 4    | Zenit Saint Petersburg | 24 | 16 | 8  | 2053 | 2052 | +1   | 40  | Acceden a playoffs |
| 5    | Avtodor Saratov        | 24 | 14 | 10 | 2107 | 2104 | +3   | 38  | Acceden a playoffs |
| 6    | Khimki                 | 24 | 13 | 11 | 2038 | 1942 | +96  | 37  | Acceden a playoffs |
| 7    | Nizhny Novgorod        | 24 | 10 | 14 | 2046 | 2094 | −48  | 34  | Acceden a playoffs |
| 8    | VEF Rīga               | 24 | 8  | 16 | 1864 | 1980 | −116 | 32  | Acceden a playoffs |
| 9    | Tsmoki Minsk           | 24 | 8  | 16 | 1792 | 1982 | −190 | 32  |                    |
| 10   | Astana                 | 24 | 7  | 17 | 1836 | 1932 | −96  | 31  |                    |
| 11   | Parma                  | 24 | 7  | 17 | 1951 | 2086 | −135 | 31  |                    |
| 12   | Kalev/Cramo            | 24 | 6  | 18 | 2030 | 2196 | −166 | 30  |                    |
| 13   | Enisey                 | 24 | 6  | 18 | 1892 | 2141 | −249 | 30  |                    |

 Fuente: VTB United League

### Resultados
| Local \ Visitante      | AST   | SAR   | CSK    | ENI    | KAL     | KHI    | LOK    | NIZ    | PAR    | TSM    | UNI   | VEF   | ZEN    |
| ---------------------- | ----- | ----- | ------ | ------ | ------- | ------ | ------ | ------ | ------ | ------ | ----- | ----- | ------ |
| Astana                 | —     | 75–92 | 72–92  | 92–75  | 102–92  | 84–79  | 50–83  | 73–85  | 78–84  | 77–59  | 73–78 | 67–53 | 87–64  |
| Avtodor Saratov        | 92–86 | —     | 98–110 | 102–83 | 82–77   | 104–92 | 77–110 | 84–75  | 82–87  | 104–82 | 78–80 | 89–84 | 92–107 |
| CSKA Moscow            | 79–63 | 93–66 | —      | 108–73 | 108–100 | 90–71  | 79–90  | 97–80  | 101–94 | 90–54  | 80–63 | 94–69 | 100–84 |
| Enisey                 | 90–76 | 83–88 | 72–87  | —      | 88–91   | 84–89  | 49–75  | 98–90  | 96–77  | 91–80  | 89–93 | 68–75 | 84–104 |
| Kalev/Cramo            | 83–73 | 95–89 | 95–105 | 97–88  | —       | 92–84  | 62–88  | 97–103 | 74–76  | 80–85  | 67–75 | 98–94 | 82–95  |
| Khimki                 | 72–71 | 88–75 | 81–96  | 92–62  | 96–85   | —      | 83–90  | 90–87  | 90–87  | 83–55  | 80–83 | 73–77 | 66–76  |
| Lokomotiv Kuban        | 79–78 | 90–93 | 75–78  | 106–57 | 95–62   | 93–78  | —      | 94–64  | 94–64  | 67–56  | 67–77 | 83–70 | 87–84  |
| Nizhny Novgorod        | 79–78 | 84–82 | 90–104 | 79–85  | 103–85  | 79–82  | 92–86  | —      | 73–88  | 82–91  | 89–91 | 80–64 | 100–90 |
| Parma                  | 84–90 | 94–96 | 76–111 | 96–73  | 104–84  | 69–106 | 73–86  | 80–82  | —      | 81–88  | 81–88 | 87–69 | 94–99  |
| Tsmoki Minsk           | 75–66 | 82–85 | 83–93  | 74–88  | 87–84   | 79–82  | 88–84  | 70–78  | 66–65  | —      | 65–91 | 84–77 | 81–82  |
| UNICS                  | 90–75 | 89–82 | 75–88  | 91–76  | 104–78  | 80–79  | 93–65  | 99–93  | 84–70  | 87–62  | —     | 89–81 | 94–60  |
| VEF Rīga               | 89–77 | 79–82 | 83–102 | 94–67  | 87–83   | 64–104 | 69–71  | 94–90  | 78–67  | 82–70  | 69–81 | —     | 80–90  |
| Zenit Saint Petersburg | 84–73 | 79–93 | 87–83  | 85–73  | 85–80   | 80–98  | 79–78  | 92–89  | 98–73  | 83–76  | 82–99 | 84–83 | —      |

## Playoffs
|  | Cuartos de final | Cuartos de final | Cuartos de final |        |    | Semifinales | Semifinales | Semifinales |  |   | Final      | Final | Final |  |
|  |                  |                  |                  |        |    |             |             |             |  |   |            |       |       |  |
|  |                  |                  |                  |        |    |             |             |             |  |   |            |       |       |  |
|  | 1.               | CSKA Moscú       | 3                |        |    |             |             |             |  |   |            |       |       |  |
|  | 1.               | CSKA Moscú       | 3                |        |    |             |             |             |  |   |            |       |       |  |
|  | 8.               | VEF Rīga         | 0                |        |    |             |             |             |  |   |            |       |       |  |
|  | 8.               | VEF Rīga         | 0                |        | 1  | CSKA Moscú  | 84          |             |  |   |            |       |       |  |
|  |                  |                  |                  |        | 1  | CSKA Moscú  | 84          |             |  |   |            |       |       |  |
|  |                  |                  | 4                | Zenit  | 67 |             |             |             |  |   |            |       |       |  |
|  | 4.               | Zenit            | 4                | Zenit  | 67 | 3           |             |             |  |   |            |       |       |  |
|  | 4.               | Zenit            |                  |        |    |             |             |             |  |   |            |       |       |  |
|  | 5.               | Avtodor Saratov  | 0                |        |    |             |             |             |  |   |            |       |       |  |
|  | 5.               | Avtodor Saratov  | 0                |        |    |             |             |             |  | 1 | CSKA Moscú | 95    |       |  |
|  |                  |                  |                  |        |    |             |             |             |  | 1 | CSKA Moscú | 95    |       |  |
|  |                  |                  | 6                | Khimki | 84 |             |             |             |  |   |            |       |       |  |
|  | 2.               | UNICS Kazán      | 6                | Khimki | 84 | 3           |             |             |  |   |            |       |       |  |
|  | 2.               | UNICS Kazán      |                  |        |    |             |             |             |  |   |            |       |       |  |
|  | 7.               | Nizhny Novgorod  | 1                |        |    |             |             |             |  |   |            |       |       |  |
|  | 7.               | Nizhny Novgorod  | 1                |        | 2  | UNICS Kazán | 71          |             |  |   |            |       |       |  |
|  |                  |                  |                  |        | 2  | UNICS Kazán | 71          |             |  |   |            |       |       |  |
|  |                  |                  | 6                | Khimki | 76 |             |             |             |  |   |            |       |       |  |
|  | 3.               | Lokomotiv Kuban  | 6                | Khimki | 76 | 0           |             |             |  |   |            |       |       |  |
|  | 3.               | Lokomotiv Kuban  |                  |        |    |             |             |             |  |   |            |       |       |  |
|  | 6.               | Khimki           | 3                |        |    |             |             |             |  |   |            |       |       |  |
|  | 6.               | Khimki           | 3                |        |    |             |             |             |  |   |            |       |       |  |
|  |                  |                  |                  |        |    |             |             |             |  |   |            |       |       |  |

### Cuartos de final
| Equipo 1               | Series | Equipo 2        | 1.er partido | 2.º partido | 3.er partido | 4.º partido | 5.º partido |
| ---------------------- | ------ | --------------- | ------------ | ----------- | ------------ | ----------- | ----------- |
| CSKA Moscow            | 3–0    | VEF Rīga        | 112–83       | 100–80      | 99–73        | -           | -           |
| Zenit Saint Petersburg | 3–0    | Avtodor Saratov | 91–80        | 79–73       | 90–78        | -           | -           |
| UNICS                  | 3–1    | Nizhny Novgorod | 84–66        | 74–77       | 95–94        | 101–86      | -           |
| Lokomotiv Kuban        | 0–3    | Khimki          | 66–79        | 72–77       | 73–86        | -           | -           |

## Galardones

### MVP del mes
| Mes       | Jugador         | Equipo                 | Ref.  |
| 2017      | 2017            | 2017                   | 2017  |
| --------- | --------------- | ---------------------- | ----- |
| Octubre   | Quino Colom     | UNICS                  | [ 2 ] |
| Noviembre | Nando de Colo   | CSKA Moscow            | [ 3 ] |
| Diciembre | Mardy Collins   | Lokomotiv Kuban        | [ 4 ] |
| 2018      |                 |                        |       |
| Enero     | Sergey Karasev  | Zenit Saint Petersburg | [ 5 ] |
| Febrero   | Justin Robinson | Avtodor Saratov        | [ 6 ] |
| Marzo     | Jamar Smith     | UNICS                  | [ 7 ] |
| Abril     | Coty Clarke     | Avtodor Saratov        | [ 8 ] |
| Mayo      | Stevan Jelovac  | Nizhny Novgorod        | [ 9 ] |